# Paolo Yrizar
Paolo Yrizar Martín del Campo (* 6. August 1997 in Santiago de Querétaro, Querétaro) ist ein mexikanischer Fußballspieler auf der  Position eines Stürmers.

## Leben
Der aus dem Nachwuchsbereich des Querétaro Fútbol Club stammende Yrizar erhielt bei diesem Verein auch seinen ersten Profivertrag und bestritt zwischen 2016 und 2020 insgesamt 40 Punktspieleinsätze in der höchsten mexikanischen Spielklasse, bei denen ihm ein Treffer (beim 5:0-Auswärtssieg bei den Tiburones Rojos Veracruz am 27. August 2019) gelang. 
Seinen bisher einzigen Titel gewann er gleich zu Beginn seiner Profilaufbahn ebenfalls mit dem Querétaro Fútbol Club, als er in der Apertura 2016 mit den „Gallos Blancos“ den mexikanischen Pokalwettbewerb gewann. 
Während seiner Zeit bei Querétaro wurde Yrizar 2019 auch zu einem Länderspieleinsatz für die mexikanische Nationalmannschaft berufen und wirkte in dem am 2. Oktober 2019 ausgetragenen Freundschaftsspiel gegen Trinidad und Tobago mit, das 2:0 gewonnen wurde.
Vor der Saison 2020/21 wurde Yrizar an den Club Tijuana verkauft, für den er in der Vorrunde nur 3 Punktspieleinsätze absolvierte und in der Rückrunde an den Deportivo Toluca FC ausgeliehen, für den er in der Clausura 2021 zu 9 Punktspieleinsätzen kam. Die Apertura 2021 verbrachte er beim Zweitligisten Dorados de Sinaloa, für den er 19 Einsätze in der Liga de Expansión MX absolvierte und 6 Treffer erzielte. Anfang 2022 wechselte er zum Club Deportivo Guadalajara.

## Erfolge
- Mexikanischer Pokalsieger: Apertura 2016